# Pointless Nostalgic
Albums de Jamie Cullum
Heard It All Before
(1999) Twentysomething
(2003)
Pointless Nostalgic est le deuxième album de l'auteur-compositeur-interprète anglais Jamie Cullum. Le chanteur et pianiste laisse place à un univers très jazz sur cet album. On y trouve majoritairement des reprises Jazz, dont une reprise Pop, High and Dry du célèbre groupe Radiohead. Paru en 2002, cet album est produit par Candid Productions.

## Liste des morceaux
1. You And The Night And The Music - 4:09
2. I Can't Get Started - 5:15
3. Devil May Care - 3:24
4. You're Nobody Till Somebody Loves You - 3:43
5. Pointless Nostalgic - 4:03
6. In the Wee Small Hours of the Morning - 6:28
7. Well You Needn't - 3:21
8. It Ain't Necessarily So - 4:31
9. High and Dry - 4:54
10. Too Close For Comfort - 3:25
11. A Time For Love - 5:06
12. Lookin' Good - 3:10
13. I Want To Be A Popstar - 4:02